# Gianni Nieddu
Gianni Nieddu (Orani, 28 settembre 1952) è un politico italiano.

## Biografia
È stato uno dei rappresentanti dell'Ulivo al Senato della Repubblica per tre mandati.
Nella XIII Legislatura, fra il 1996 e il 2001, è stato membro di diverse commissioni permanenti del Senato: Giustizia, Difesa, Industria, commercio e turismo. Inoltre ha fatto parte delle commissioni d'inchiesta parlamentare sulla mafia e sul terrorismo e di quella consultiva per l'attuazione della riforma amministrativa.
Nella XIV Legislatura, fra il 2001 e il 2006, è stato membro della commissione permanente al Senato per la Difesa, della delegazione italiana presso l'assemblea parlamentare della NATO e della commissione d'inchiesta sul dossier Mitrochin.
Il 4 maggio 2006 è stato nominato questore del Senato.
Non è stato ricandidato alle elezioni per la XVI Legislatura.